# Entrains-sur-Nohain
Entrains-sur-Nohain település Franciaországban, Nièvre megyében. Lakosainak száma 738 fő (2022. január 1.). Entrains-sur-Nohain Corvol-l’Orgueilleux, Étais-la-Sauvin, Sainpuits, Billy-sur-Oisy, Bouhy, La Chapelle-Saint-André, Ciez és Menestreau községekkel határos.

## Népesség
A település népességének változása:
| Lakosok száma | 910  | 857  | 846  | 769  | 758  | 748  | 739  | 736  | 738  |
|               | 2013 | 2015 | 2016 | 2017 | 2018 | 2019 | 2020 | 2021 | 2022 |